# Luciola fletcheri
Luciola fletcheri là một loài bọ cánh cứng trong họ Đom đóm (Lampyridae). Loài này được Pic miêu tả khoa học năm 1935.